# Nutreco

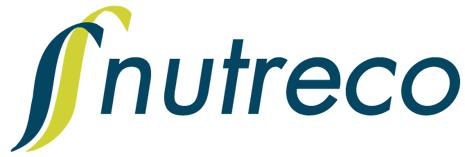
Logotipo da empresa Nutreco.

A Nutreco é uma empresa holandesa de fabricação de produtos no segmento de nutrição animal. Com faturamento de 6,4 bilhões de euros, a empresa está presente em 37 países e vende seus produtos para outros 80, empregando cerca de 12.100 funcionários. Além das unidades fabris, a Nutreco possui 10 centros de pesquisa em países como Holanda, Noruega, Espanha, Canadá, China, dentre outros. 